# Melanotaenia splendida tatei
Melanotaenia splendida tatei is een ondersoort van de straalvinnige vissen uit de familie van de regenboogvissen (Melanotaeniidae). De wetenschappelijke naam van de soort is voor het eerst geldig gepubliceerd in 1896 door Zietz.